# Hell of a Night
«Hell of a Night» — песня американского кантри-музыканта Дастина Линча, вышедшая 3 ноября 2014 года в качестве второго сингла с его второго студийного альбома. Альбом
Where It’s At вышел 9 сентября 2014 года. Песню написали Zach Crowell, Adam Sanders и Jaron Boyer.
Этот сингл стал вторым синглом Линча, занявшим первое место в чарте Billboard Country Airplay. Он также занял 7-е и 55-е места в чартах Hot Country Songs и Hot 100 соответственно. Песня была сертифицирована в золотом статусе RIAA за тираж 295000 единиц. Он добился аналогичного успеха в чартах Канады, достигнув 8-го места в Canada Country и 95-го места в Canadian Hot 100.

## Отзывы
Песня получила смешанные отзывы. Поставив ей уровень «C», Джон Фриман из Country Weekly' написал, что «Дастин Линч предлагает эту излишне тяжелую и мрачную песню о хорошем времяпрепровождении, которая звучит скорее как саундтрек к одинокому пятничному вечеру подростка, страдающего депрессией из-за видеоигр и Mountain Dew. Он также неловко приравнивает минорную мелодию и жесткие гитарные удары к „сексуальности“», добавив при этом, что в продакшне были «интересные гитарные эффекты» и что Линч «подталкивает себя в вокальном плане».

## Музыкальное видео
Премьера сопутствующего музыкального видео, снятого режиссёром Michael Monaco состоялась в мае 2015 года. На видео Линч выступает перед большой аудиторией.

## Концертные исполнения
2 сентября 2015 года Линч исполнил песню в программе Today канала NBC.

## Коммерческий успех
Сингл «Hell of a Night» дебютировал на 99-м месте в американском хит-параде Billboard Hot 100 в неделю с 20 июня 2015 года. Спустя 12 недель он достиг 55-го места в неделю с 12 сентября, оставаясь в чарте 16 недель. К сентябрю 2015 года сингл имел тираж 295000 копий в США.
В США «Hell of a Night» достиг первого места в кантри-чарте Billboard Country Airplay в сентябре 2015 года, став вторым чарттоппером Линча после «Where It’s At (Yep, Yep)» (2 недели № 1, сентябрь-октябрь 2014).
29 января 2016 года сингл получил золотую сертификацию Американской ассоциации звукозаписывающих компаний (RIAA), что означает тираж более 500000 единиц в США. В Канаде трек дебютировал на 99-м месте в Canadian Hot 100 в неделю с 15 августа, достиг 95-го места в неделю с 29 августа и оставался в чарте четыре недели.

## Чарты
| Чарт (2014–15)                      | Высшая позиция |
| ----------------------------------- | -------------- |
| Канада (Billboard Canadian Hot 100) | 95             |
| Канада (Billboard Country)          | 8              |
| США (Billboard Hot 100)             | 55             |
| США (Billboard Country Airplay)     | 1              |
| США (Billboard Hot Country Songs)   | 7              |

| Чарт (2015)                        | Позиция |
| ---------------------------------- | ------- |
| США (Country Airplay, Billboard)   | 4       |
| США (Hot Country Songs, Billboard) | 32      |

## Сертификации
| Регион                                                                      | Сертификация | Продажи |
| --------------------------------------------------------------------------- | ------------ | ------- |
| США (RIAA)                                                                  | Золотой      | 500 000 |
| Данные о продажах + прослушиваниях приведены только на основе сертификации. |              |         |